# Сапата, Эуфемио
Эуфемио Сапата Салазар (исп. Eufemio Zapata Salazar; 1873, Морелос — 18 июня 1917, Куаутла, Морелос) — участник Мексиканской революции, брат мексиканского революционера Эмилиано Сапаты. Он был известен как бабник, мачо, а также он очень много пил.
Эуфемио Сапата был убит генералом Сидронио Камачо 18 июня 1917 года в Куаутле. Это произошло после того, как, предположительно, Камачо заявил, что Эуфемио избил его отца, что было бы нелогично, поскольку дон Габриэль умер примерно в 1895 году. Историк Эдгар Кастро Сапата сделал несколько заявлений о смерти генерала Эуфемио, чтобы развеять легенду, которая омрачает убийство и делает его похожим на разъяренного алкоголика, избивавшего пожилых торговцев ради удовольствия.

Таким образом, Кастро Сапата утверждает, что фактом, ознаменовавшим смерть Эуфемио Сапаты, стало ознакомление с телеграммой, в которой полковнику Сидронио Камачо и генералу Наполеону Кабальеро предлагалось вступить в ряды каррансистов и предать сапатистское движение. Эуфемио перехватил эту телеграмму, но в своем стремлении запугать Сидрония и Наполеона он был убит 18 июня 1917 года в результате попадания пули. Его неподвижное тело было брошено в пяти километрах от города Куаутла, а позже перевезено на кладбище Аненекуилько в Вилья-де-Айала, Морелос. Предательства в рядах сапатистов продолжались, и в этой перестрелке погиб генерал, который также был лидером мексиканского аграрного движения: Эуфемио Сапата.

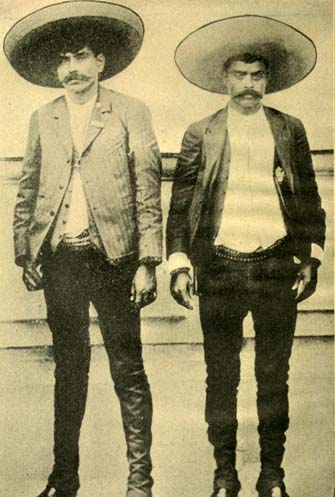
Эуфемио Сапата (слева) и Эмилиано Сапата (справа)